# Laura Harrington
Laura Harrington (* 29. April 1958 in Ann Arbor, Michigan) ist eine US-amerikanische Schauspielerin.

## Leben
Harrington begann ihre Schauspielkarriere 1981 im Filmdrama The Dark End of the Street, in welchem auch Ben Affleck sein Filmdebüt hatte. 1984 spielte sie neben Peter Weller und Ellen Barkin eine Nebenrolle im Science-Fiction-Film Buckaroo Banzai – Die 8. Dimension. In Stephen Kings Horrorfilm Rhea M – Es begann ohne Warnung hatte sie 1986 die weibliche Hauptrolle an der Seite von Emilio Estevez. Drei Jahre später war sie in Michael Manns Fernsehfilm Showdown in L.A. zu sehen, den dieser sechs Jahre später als Heat neu verfilmte. In den 1990er Jahren hatte sie größere Nebenrollen in Gilbert Grape – Irgendwo in Iowa sowie in Im Auftrag des Teufels. Ihren letzten Schauspielauftritt hatte sie 1999 in einer Episode der Fernsehserie Providence.

## Filmografie (Auswahl)
- 1984: Buckaroo Banzai – Die 8. Dimension (The Adventures of Buckaroo Banzai Across the 8th Dimension)
- 1986: Rhea M – Es begann ohne Warnung (Maximum Overdrive)
- 1989: Showdown in L.A. (L.A. Takedown)
- 1989: Zurück in die Vergangenheit (Quantum Leap): Eine andere Welt (Jimmy), (Fernsehserie)
- 1990: 12:01 PM
- 1993: Gilbert Grape – Irgendwo in Iowa (What’s Eating Gilbert Grape)
- 1997: Im Auftrag des Teufels (The Devil’s Advocate)
- 1998: Paulie – Ein Plappermaul macht seinen Weg (Paulie)